# Ayguemorte-les-Graves
Pour les articles homonymes, voir Aïgue.
Ne doit pas être confondue avec Aigues-Mortes, commune du Gard.
Ayguemorte-les-Graves est une commune du Sud-Ouest de la France, située dans le département de la Gironde, en région Nouvelle-Aquitaine.

## Géographie

### Localisation
Commune de l'aire d'attraction de Bordeaux située dans le vignoble des Graves, sur le Saucats. Elle fait aussi partie de l'unité urbaine de Portets.
La proximité de la Garonne et ses crues oblige la commune à subir un plan de prévention du risque inondation.

### Communes limitrophes
Les communes limitrophes en sont Isle-Saint-Georges au nord, Beautiran à l'est, Saint-Selve au sud-est, La Brède au sud-ouest et Saint-Médard-d'Eyrans à l'ouest.
|                       | Isle-Saint-Georges    |             |
| Saint-Médard-d'Eyrans | Ayguemorte-les-Graves | Beautiran   |
| La Brède              |                       | Saint-Selve |

### Climat
Pour des articles plus généraux, voir Climat de la Nouvelle-Aquitaine et Climat de la Gironde.
Historiquement, la commune est exposée à un climat océanique aquitain.  
En 2020, Météo-France publie une typologie des climats de la France métropolitaine dans laquelle la commune est exposée à un climat océanique et est dans la région climatique Aquitaine, Gascogne, caractérisée par une pluviométrie abondante au printemps, modérée en automne, un faible ensoleillement au printemps, un été chaud (19,5 °C), des vents faibles, des brouillards fréquents en automne et en hiver et des orages fréquents en été (15 à 20 jours).
Pour la période 1971-2000, la température annuelle moyenne est de 13,1 °C, avec une amplitude thermique annuelle de 14,7 °C. Le cumul annuel moyen de précipitations est de 860 mm, avec 12 jours de précipitations en janvier et 6,9 jours en juillet. Pour la période 1991-2020, la température moyenne annuelle observée sur la station météorologique la plus proche, située sur la commune de Cadaujac à 6 km à vol d'oiseau, est de 13,8 °C et le cumul annuel moyen de précipitations est de 918,3 mm,. Pour l'avenir, les paramètres climatiques de la commune estimés pour 2050 selon différents scénarios d’émission de gaz à effet de serre sont consultables sur un site dédié publié par Météo-France en novembre 2022.

## Urbanisme

### Typologie
Au 1er janvier 2024, Ayguemorte-les-Graves est catégorisée petite ville, selon la nouvelle grille communale de densité à sept niveaux définie par l'Insee en 2022.
Elle appartient à l'unité urbaine de Portets, une agglomération intra-départementale regroupant cinq  communes, dont elle est une commune de la banlieue,,. Par ailleurs la commune fait partie de l'aire d'attraction de Bordeaux, dont elle est une commune de la couronne,. Cette aire, qui regroupe 275 communes, est catégorisée dans les aires de 700 000 habitants ou plus (hors Paris),.

### Occupation des sols

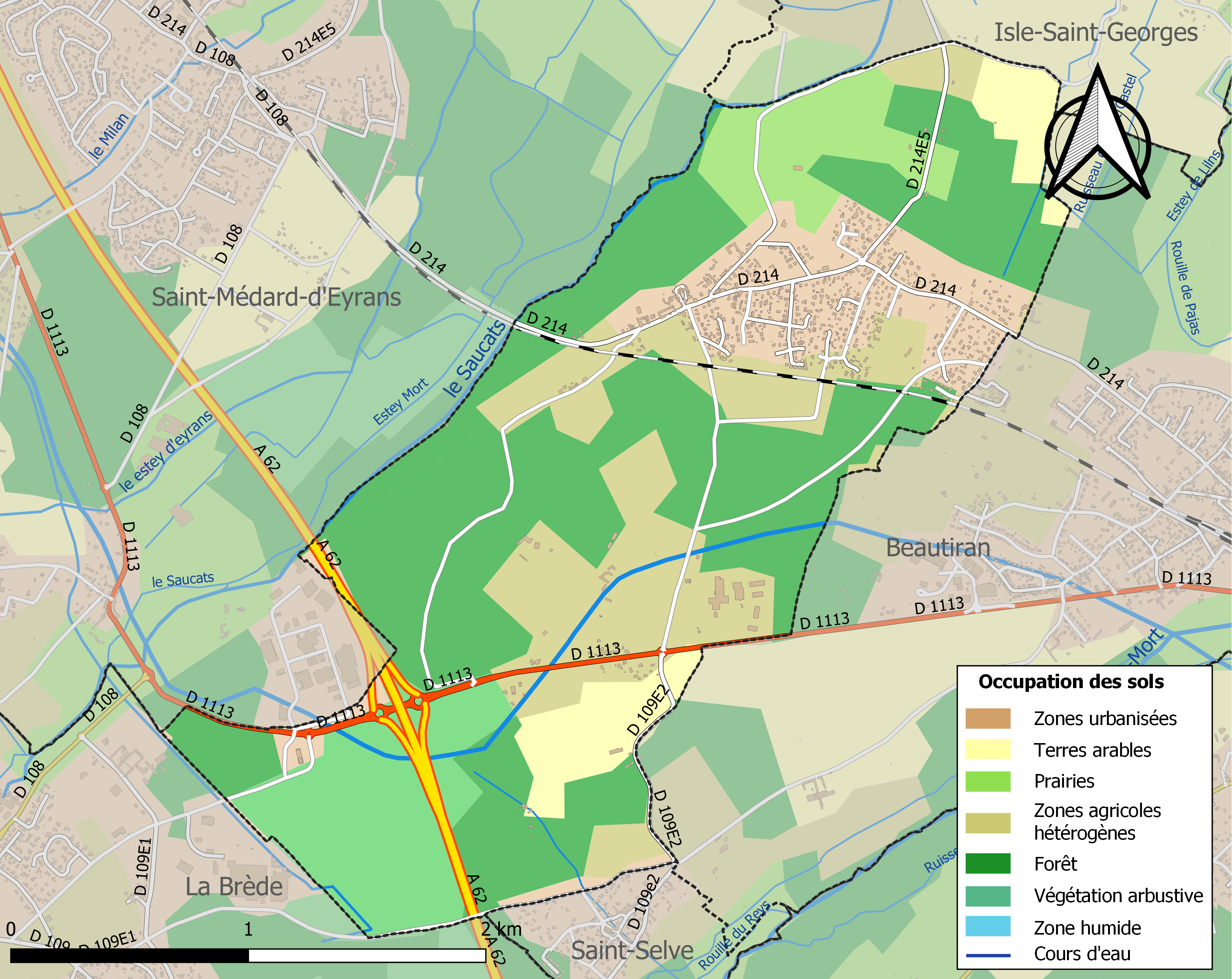
Carte des infrastructures et de l'occupation des sols de la commune en 2018 (CLC).

L'occupation des sols de la commune, telle qu'elle ressort de la base de données européenne d’occupation biophysique des sols Corine Land Cover (CLC), est marquée par l'importance des forêts et milieux semi-naturels (54 % en 2018), en diminution par rapport à 1990 (56,3 %). La répartition détaillée en 2018 est la suivante : 
forêts (42,7 %), zones agricoles hétérogènes (20,3 %), zones urbanisées (12,2 %), milieux à végétation arbustive et/ou herbacée (11,3 %), prairies (6 %), cultures permanentes (4,3 %), terres arables (1,9 %), zones industrielles ou commerciales et réseaux de communication (1,3 %). L'évolution de l’occupation des sols de la commune et de ses infrastructures peut être observée sur les différentes représentations cartographiques du territoire : la carte de Cassini (XVIIIe siècle), la carte d'état-major (1820-1866) et les cartes ou photos aériennes de l'IGN pour la période actuelle (1950 à aujourd'hui).

### Risques majeurs
Le territoire de la commune d'Ayguemorte-les-Graves est vulnérable à différents aléas naturels : météorologiques (tempête, orage, neige, grand froid, canicule ou sécheresse), inondations, feux de forêts et séisme (sismicité faible). Un site publié par le BRGM permet d'évaluer simplement et rapidement les risques d'un bien localisé soit par son adresse soit par le numéro de sa parcelle.
Certaines parties du territoire communal sont susceptibles d’être affectées par le risque d’inondation par débordement de cours d'eau, notamment l'Aqueduc de Budos et le Saucats. La commune a été reconnue en état de catastrophe naturelle au titre des dommages causés par les inondations et coulées de boue survenues en 1982, 1999 et 2009,.
Ayguemorte-les-Graves est exposée au risque de feu de forêt. Depuis le 20 avril 2016, les départements de la Gironde, des Landes et de Lot-et-Garonne disposent d’un règlement interdépartemental de protection de la forêt contre les incendies. Ce règlement vise à mieux prévenir les incendies de forêt, à faciliter les interventions des services et à limiter les conséquences, que ce soit par le débroussaillement, la limitation de l’apport du feu ou la réglementation des activités en forêt. Il définit en particulier cinq niveaux de vigilance croissants auxquels sont associés différentes mesures,.

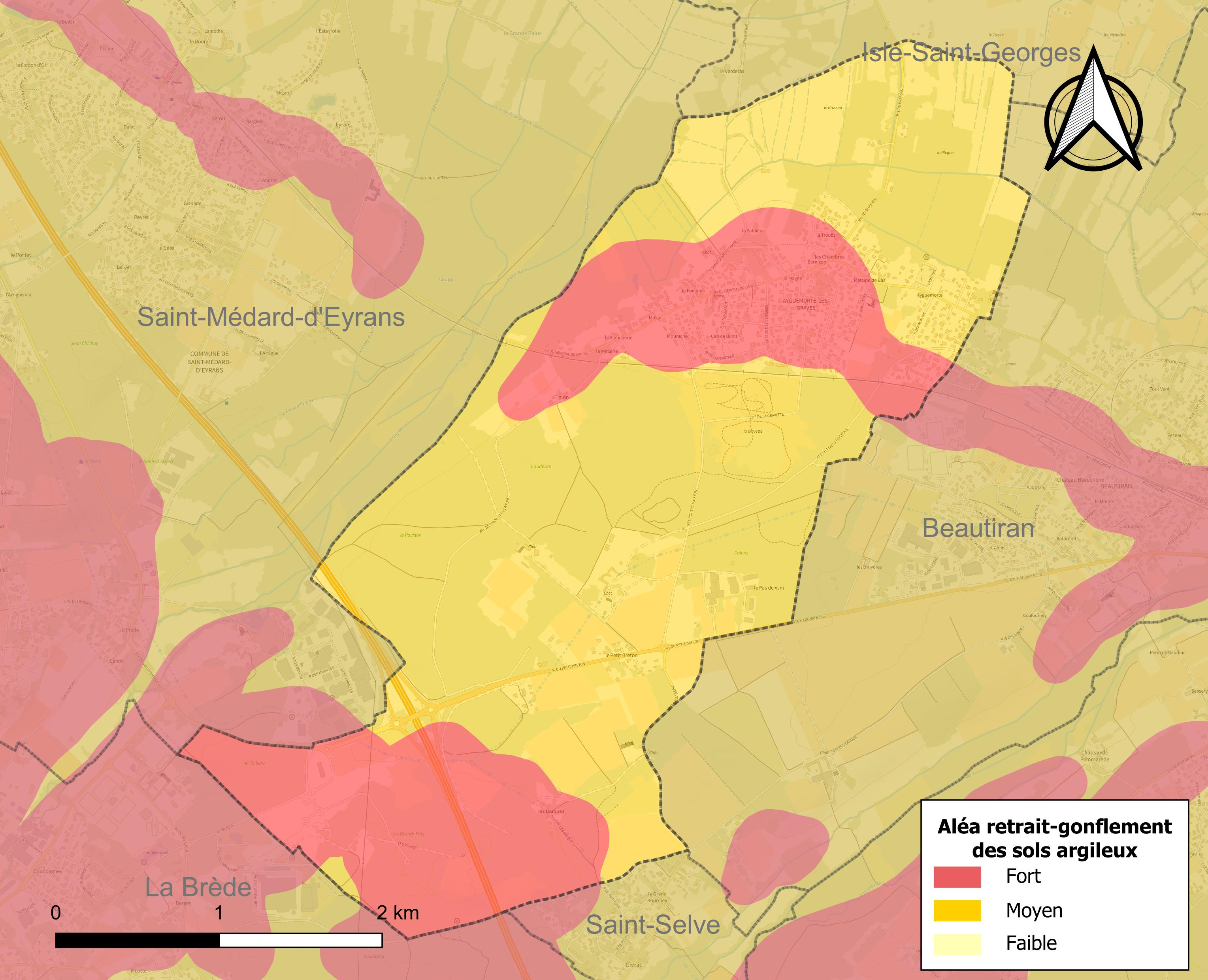
Carte des zones d'aléa retrait-gonflement des sols argileux d'Ayguemorte-les-Graves.

Le retrait-gonflement des sols argileux est susceptible d'engendrer des dommages importants aux bâtiments en cas d’alternance de périodes de sécheresse et de pluie. La totalité de la commune est en aléa moyen ou fort (67,4 % au niveau départemental et 48,5 % au niveau national). Sur les 483 bâtiments dénombrés sur la commune en 2019, 483 sont en aléa moyen ou fort, soit 100 %, à comparer aux 84 % au niveau départemental et 54 % au niveau national. Une cartographie de l'exposition du territoire national au retrait gonflement des sols argileux est disponible sur le site du BRGM,.
Par ailleurs, afin de mieux appréhender le risque d’affaissement de terrain, l'inventaire national des cavités souterraines permet de localiser celles situées sur la commune.
Concernant les mouvements de terrains, la commune a été reconnue en état de catastrophe naturelle au titre des dommages causés par la sécheresse en 2003, 2011 et 2015 et par des mouvements de terrain en 1999.

## Toponymie
La commune tient son nom de l'expression latine aqua mortua qui signifie « eau morte », « eau stagnante ».
Le suffixe les-Graves a été ajouté au nom d'Ayguemorte en 1901.
En gascon, le nom de la commune est Aiga Mòrta de las Gravas.

## Histoire
Pour l'état de la commune au XVIIIe siècle, voir l'ouvrage de Jacques Baurein.
À la Révolution, la paroisse Saint-Clément d'Ayguemorte forme la commune d'Ayguemorte.

## Politique et administration
| Période                                  | Période          | Identité              | Étiquette | Qualité |
| ---------------------------------------- | ---------------- | --------------------- | --------- | ------- |
| Les données manquantes sont à compléter. |                  |                       |           |         |
| 1792                                     | 1816             | Jean Giraudeau        |           |         |
| 1816                                     | 1834             | Jean André Brommer    |           |         |
| 1834                                     | 1836             | Joseph Bendou         |           |         |
| 1836                                     | 1846             | Casper d'Adeler       |           |         |
| 1846                                     | 1847             | Aimé Decombes         |           |         |
| 1847                                     | 1856             | Edouard Brommer       |           |         |
| 1856                                     | 1870             | Henri de Brommer      |           |         |
| 1871                                     | 1922             | Felix de Brommer      |           |         |
| 1922                                     | 1929             | Jean de Goitisolo     |           |         |
| 1929                                     | 1930             | Guillaume Laporte     |           |         |
| 1930                                     | mai 1935         | Alain Verdelet        |           |         |
| mai 1935                                 | septembre 1942   | Jacques Alem          |           |         |
| novembre 1942                            | mars 1965        | Marc Souchard         |           |         |
| mars 1965                                | mars 1977        | Louis Dubert          |           |         |
| mars 1977                                | mars 1989        | Jean Taillade         |           |         |
| mars 1989                                | mars 2001        | Jean-Claude Dubert    |           |         |
| mars 2001                                | mars 2014        | Jean-Paul Sourrouille |           |         |
| mars 2014                                | 2021 (démission) | Philippe Danné        |           |         |
| décembre 2021                            | En cours         | Martine Talabot       |           |         |

## Démographie
Les habitants sont appelés les Ayguemortais.
L'évolution du nombre d'habitants est connue à travers les recensements de la population effectués dans la commune depuis 1793. Pour les communes de moins de 10 000 habitants, une enquête de recensement portant sur toute la population est réalisée tous les cinq ans, les populations de référence des années intermédiaires étant quant à elles estimées par interpolation ou extrapolation. Pour la commune, le premier recensement exhaustif entrant dans le cadre du nouveau dispositif a été réalisé en 2004.

En 2022, la commune comptait 1 402 habitants, en évolution de +15,11 % par rapport à 2016 (Gironde : +6,91 %, France hors Mayotte : +2,11 %).
| 1793 | 1800 | 1806 | 1821 | 1831 | 1836 | 1841 | 1846 | 1851 |
| ---- | ---- | ---- | ---- | ---- | ---- | ---- | ---- | ---- |
| 225  | 201  | 227  | 247  | 230  | 229  | 234  | 246  | 211  |

| 1856 | 1861 | 1866 | 1872 | 1876 | 1881 | 1886 | 1891 | 1896 |
| ---- | ---- | ---- | ---- | ---- | ---- | ---- | ---- | ---- |
| 220  | 222  | 239  | 238  | 249  | 301  | 329  | 324  | 349  |

| 1901 | 1906 | 1911 | 1921 | 1926 | 1931 | 1936 | 1946 | 1954 |
| ---- | ---- | ---- | ---- | ---- | ---- | ---- | ---- | ---- |
| 357  | 351  | 314  | 291  | 272  | 279  | 251  | 236  | 281  |

| 1962 | 1968 | 1975 | 1982 | 1990 | 1999 | 2004  | 2006  | 2009 |
| ---- | ---- | ---- | ---- | ---- | ---- | ----- | ----- | ---- |
| 300  | 360  | 434  | 595  | 696  | 902  | 1 029 | 1 050 | 932  |

| 2014  | 2019  | 2022  | - | - | - | - | - | - |
| ----- | ----- | ----- | - | - | - | - | - | - |
| 1 172 | 1 332 | 1 402 | - | - | - | - | - | - |

## Culture locale et patrimoine

### Lieux et monuments
- L'église Saint-Clément-de-Coma, construite au XIXe siècle en remplacement d'une église romane menacée et rendue insalubre par l'instabilité des terrains marécageux du lieu, est dédiée au pape martyr saint Clément ; la terminaison -de-Coma fait référence à un terme grec qui désigne, d'une part, le coma médical et, par extension, le sommeil, le repos éternel, et d'autre part un banc de sable et, conséquemment, les terrains alluvionnaires du lieu[33].

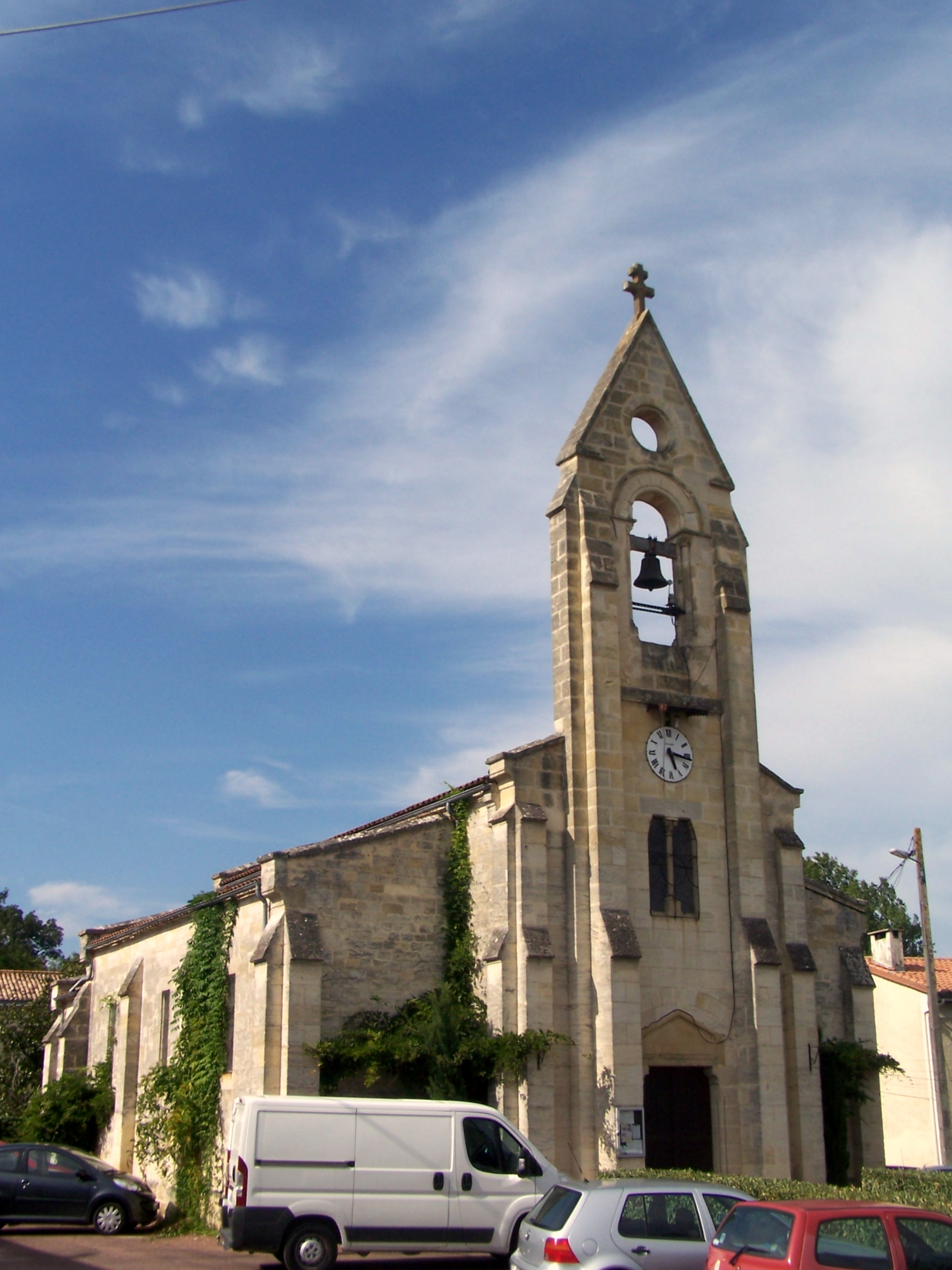
L'église Saint-Clément-de-Coma (août 2015).
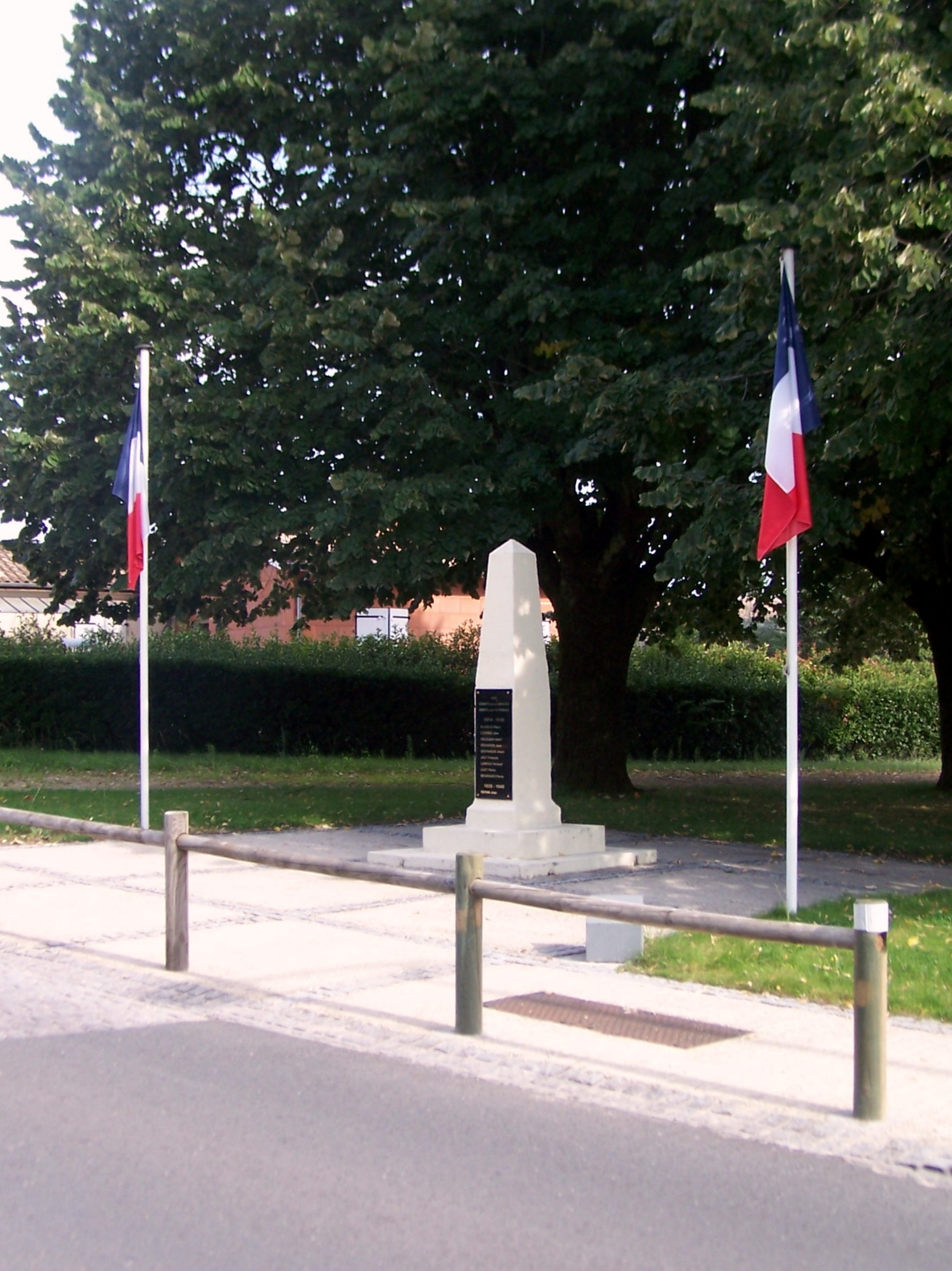
Le monument aux morts à proximité de la mairie  (août 2015).

### Personnalités liées à la commune
- Jean Souètre, (1930 à Ayguemorte-les-Graves, décédé le 18 juin 2001[34] à Annemasse (Haute-Savoie), capitaine de l'armée française dans les commandos de l'air lors de la guerre d'Algérie, et membre de l'OAS.
- Adolphe Pacault, (1918 à Paris, décédé le 18 janvier 2008 à Ayguemorte-les-Graves), Professeur de Chimie et Chercheur au CNRS, Officier de la Légion d'Honneur.
- Simon Charbonneau (Maître de conférences honoraire à l'Université Bordeaux-I), juriste, spécialiste dans le droit de l'environnement, Militant écologiste, fils de Bernard Charbonneau, résident d'Ayguemorte-les-graves pendant plus de 20 ans.
- Arlette Gelé de Francony (1897-20 Juillet 1972 enterrée à Ayguemorte-les-Graves) Une des premières femmes médecins, auteure d'une thèse remarquée en 1923 "Santé et beauté de la femme par l'éducation corporelle", résidente d'Ayguemorte pendant 10 ans adjointe au Marie de Bordeaux pendant 20 ans.

### Héraldique
| Armes | Les armes d'Ayguemorte-les-Graves se blasonnent ainsi : D'argent à la grappe de raisin de gueules feuillée de sinople posée en bande, soutenue d'une rivière ondée d'azur mouvant de la pointe et surmontée d'un léopard soudé d'or. |